# Physalaemus centralis
Physalaemus centralis es una especie de ránidos de la familia Leiuperidae.

## Distribución geográfica
Se encuentra en el centro de Brasil, este de Paraguay y este de Bolivia, en zonas de sabana.

## Estado de conservación
Se encuentra amenazada de extinción por la pérdida de su hábitat natural.